# Amar Benikhlef
Amar Benikhlef (n. 11 ianuarie 1982, Alger, Provincia Alger, Algeria) este un judocan ce a reprezentat Algeria, medaliat olimpic. A participat la două ediții ale Jocurilor Olimpice (2004, 2008) în care a câștigat o medalie de argint.